# Alberto José de Sampaio
Alberto José de Sampaio  ( 1881- 4 de agosto de 1946, Adrogué, GBA ) fue un botánico, ecólogo, activista brasileño.
Fue importante partícipe del Movimiento ecologista de Brasil, y en 1934 en la "Conferencia para la Protección de la Naturaleza", desarrolla la idea y propuesta de creación de parques nacionales.
En 1912 asume como Jefe de la Sección Botánica del Museu Nacional de Brasil.
Alberto Sampaio era discípulo de Alberto Torres (1865-1917), y compartía las perspectivas nacionalistas sobre la naturaleza idealizadas por su maestro. En varias oportunidades, se aproxima al pragmatismo de Torres, volcado a la acción.

## Algunas publicaciones
- a.j. de Sampaio. 1926. “O Problema Florestal no Brasil, em 1926”. Archivos do Museu Nacional, vol. XXVIII

- -------------------------. 1935a. Biogeographia Dynamica: A Natureza e o Homem no Brasil – noções gerais e estudo especial da “Proteção à Natureza” no Brasil. Coleção Brasiliana, vol. 53. São Paulo: Cia. Editora Nacional

- -------------------------. 1935b. “Hortos Escolares e a Protecção á Natureza”. “Relatório da Primeira Conferência Brasileira de Proteção à Natureza”. Boletim do Museu Nacional. Río de Janeiro: Museu Nacional, v. 11: 2

### Libros
- Mapa Fitogeográfico do Brasil
- Livro Fitogeografia do Brasil

## Honores

### Eponimia
- (Lamiaceae) Lavandula sampaioana (Rozeira) Rivas Mart., T.E. Díaz & Fern.Gonz.[2]

- (Plumbaginaceae) Armeria sampaioi (Bernis) Nieto Fel.[3]
- La abreviatura «A.Samp.» se emplea para indicar a Alberto José de Sampaio como autoridad en la descripción y clasificación científica de los vegetales.[4]